# Rovnaja (dal)
Rovnaja är en dal i Antarktis. Den ligger i Östantarktis. Australien gör anspråk på området.